# MRNA-1283
Le vaccin mRNA-1283 de Moderna est un candidat vaccin à ARN messager de seconde génération. Il est dosé à 10 μg.
Il se distingue du vaccin mRNA-1273 par sa conservation dans un réfrigérateur standard et son préconditionnement en seringues individuelles. Son essai clinique de phase III montre une efficacité légèrement améliorée.